# 분서

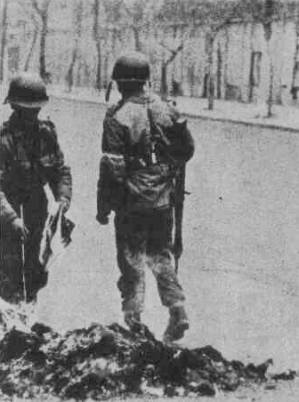
1970년대 칠레 독재정권에 의해 자행된 분서.

분서(焚書)는 서적을 불태워버리는 것이다.
진의 시황제는 전국시대에서부터 학자가 자유로이 정치를 비판하는 습관을 싫어해서 진의 기록과 의학, 약학, 농업 이외의 모든 서적을 불태우고 비판적인 언론을 하는 학자를 생매장해서 죽였다. 서구에서도 교회의 권위를 부정하는 유물론적인 저작을 분서했다.

## 같이 보기
- 금서
- 분서갱유

## 참고 자료
- 이 문서에는 다음커뮤니케이션(현 카카오)에서 GFDL 또는 CC-SA 라이선스로 배포한 글로벌 세계대백과사전의 내용을 기초로 작성된 글이 포함되어 있습니다.